# Поточарка
Поточа́рка (болг. Поточарка) — село в Кирджалійській області Болгарії. Входить до складу общини Крумовград.

## Населення
За даними перепису населення 2011 року у селі проживали 137 осіб.
Національний склад населення села:
| Національність   | Кількість осіб | Відсоток |
| ---------------- | -------------- | -------- |
| турки            | 83             | 79,8%    |
| цигани           | 13             | 12,5%    |
| болгари          | 8              | 7,7%     |
| інша             | 0              | 0%       |
| не визначились   | 0              | 0%       |
| Всього відповіли | 104            |          |

Розподіл населення за віком у 2011 році:
Динаміка населення: